# جوق العميين
جوق العميين هو فيلم دراما مغربي صدر سنة 2015، من كتابة وإخراج محمد مفتكر، وبطولة كل من يونس ميكري، ومنى فتو، محمد البسطاوي، وماجدولين الإدريسي، وفهد بنشمسي، ومحمد الشوبي. يعالج الفيلم السنوات الأولى من حكم الملك الحسن الثاني. وهو في جزء منه سيرة ذاتية يرصد أحداثًا عاشها المخرج طفلًا ويصور فيه بعضًا من سيرة والده الذي لم يغفر له رحيله وهو صغير.

## القصة
يعيش الأب «الحسين» وهو قائد فرقة موسيقية شعبية ومحب للملك الجديد في المنزل العائلي وسط صخب المغنيات من «الشيخات» وموسيقيي الفرقة الذين يضطرون أحيانًا للتظاهر بالعمى لكسب المزيد من المال في الحفلات والأعراس، حيث يمنع على الرجال الدخول إلى أمكنة النساء إلا في حالة كانوا عميانًا خاصة لدى العائلات المغربية المحافظة.

## طاقم التمثيل
- محمد البسطاوي بدور مصطفى
- يونس ميكري بدور الحسين
- ماجدولين الإدريسي بدور فاطمة
- منى فتو بدور حليمة
- محمد الشوبي بدور قاسم
- فهد بنشمسي بدور عبد الله
- فدوى طالب بدور فاطنة
- إلياس الجيهاني بدور ميمو
- عبد الغني الصناك بدور علي
- علية عمامرة بدور شامة
- سليمة بن مؤمن
- محمد اللوز
- يوسف أوزلال

## تشريفات وجوائز
حصد الفيلم ثلاث جوائز في مهرجان بروكسل السينمائي الدولي في 2015، والتانيت الذهبي لأيام قرطاج السينمائية، والجائزة الكبرى «الوهر» الذهبي خلال الدورة الثامنة للمهرجان الدولي للفيلم العربي بوهران.
كما تُوج بجائزة الإخراج في الدورة الـ16 لمهرجان الفيلم الوطني بطنجة، وعادت له أيضاً جائزةُ أحسن موسيقى أصلية لمقطوعة من توقيع الموسيقي الفرنسي (Didier Lockwood).

## روابط خارجية
- جوق العميين على موقع IMDb (الإنجليزية)
- جوق العميين على موقع قاعدة بيانات الأفلام العربية
- جوق العميين على موقع ألو سيني (الفرنسية)
- جوق العميين على موقع فيلمافينيتي (الإسبانية)
- جوق العميين على موقع قاعدة بيانات الفيلم (الإنجليزية)
- جوق العميين على موقع ليتربوكسد (الإنجليزية)
- جوق العميين على موقع كينوبويسك (الروسية)